# Oleh Rybatschuk

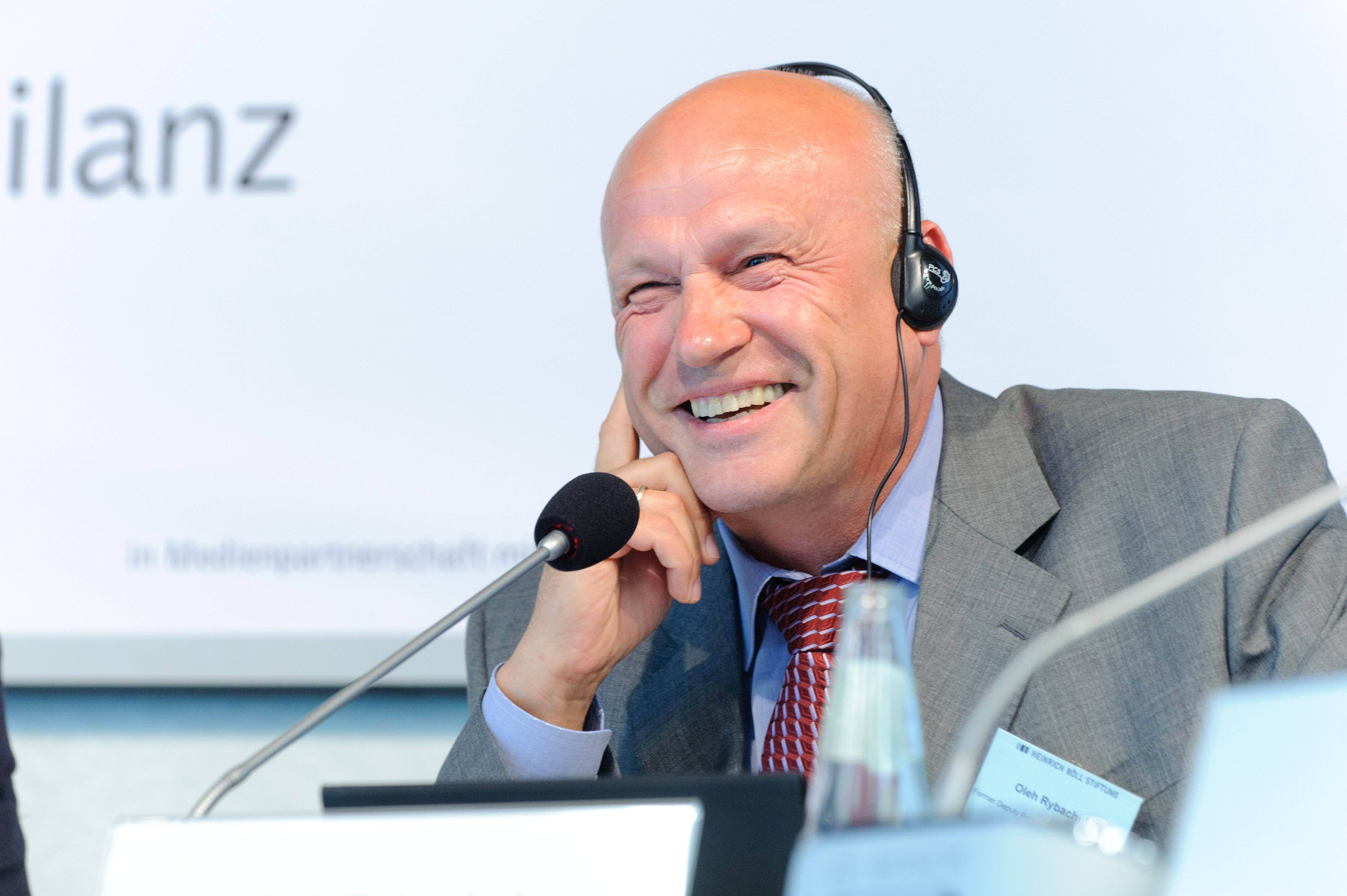
Oleh Rybatschuk (2011)

Oleh Boryssowytsch Rybatschuk (ukrainisch Олег Борисович Рибачук, wiss. Transliteration Oleh Borysovyč Rybačuk; * 22. April 1958 in Pohrebyschtsche, Oblast Winnyzja) ist ein ukrainischer Politiker.

## Leben
Rybatschuk studierte an der Universität Kiew Romanistik, Germanistik und Wirtschaftswissenschaften und arbeitete in der Endphase der Sowjetunion fünf Jahre in Indien für die Firma Sarubeschneftestroja (Зарубежнефтестроя). 
Nach seiner Rückkehr arbeitete er zunächst für eine Kiewer Kreditbank (Київбіржбанк) und dann als Direktor der Abteilung für internationale Beziehungen an der Nationalbank der Ukraine. Während dieser Zeit nahm er an einem achtmonatigen Postgraduierten-Programm der Georgetown-Universität in Washington, D.C. teil.
1999 bis 2001 leitete Rybatschuk unter Ministerpräsident Juschtschenko das Regierungsbüro. Nach dessen Ausscheiden aus dem Amt ging Rybatschuk als Vizedirektor der Schwarzmeerbank für Handel und Entwicklung nach Thessaloniki. 2002 kehrte er in die Ukraine zurück und war an der Gründung des parlamentarischen Wahlbündnisses Nascha Ukrajina (Unsere Ukraine) und der Nominierung von Wiktor Juschtschenko als Präsidentschaftskandidat maßgeblich beteiligt. 2004 wurde Rybatschuk Juschtschenkos Wahlkampfleiter. 
Mit seinen guten englischen Sprachkenntnissen war Rybatschuk einer der Hauptansprechpartner für Journalisten und ausländische Gäste Wiktor Juschtschenkos. Noch vor der Amtseinführung des neuen Präsidenten reiste er im Januar 2005 auf Einladung von Premierminister Marek Belka nach Polen und führte ein einstündiges Gespräch mit Präsident Kwaśniewski. 
Im Februar 2005 wurde Rybatschuk als Minister für europäische Integration im Rang eines Vizeministerpräsidenten in der Regierung Tymoschenko vom Parlament bestätigt. Nach der überraschenden Entlassung der Regierung Tymoschenko im September desselben Jahres ernannte ihn Präsident Juschtschenko zum Staatssekretär in der Präsidialverwaltung, als Nachfolger des zuvor zurückgetretenen Oleksandr Sintschenko.
Er beklagte sich 2014 in einem Videobeitrag darüber, dass der Präsident zum Ende seiner Amtszeit 2010 wie ausgetauscht gewirkt und Offenheit hätte vermissen lassen. Zur Geschichte der Ukraine sagte er: „Präsident Janukowitsch tauschte die nationale Sicherheit gegen billiges Gas.“
Am 11. März 2014 sprach er von großer Kriegsgefahr: "Sie (die Russen) werden bei der Krim nicht stoppen." Für die ganze Welt stelle sich die Frage, was Garantien und internationale Verträge noch Wert seien. "Es sieht so aus, als wäre das Land programmiert auf Selbstzerstörung. Ich rede hier von Russland."

## Zitat
„Wenn sie uns nicht in die EU aufnehmen, veranstalten wir in Brüssel eine Orangene Revolution.“ (in einem Interview mit der Ukrajinska Prawda, Januar 2005)